# کینتارو هاتوری
کینتارو هاتوری (انگلیسی: Kintarō Hattori؛ ۲۱ نوامبر ۱۸۶۰ – ۱۹۳۴) ساعت‌ساز، کارآفرین، اهالی کسب‌وکار و سیاستمدار اهل ژاپن بود، که در سال ۱۸۸۱ شرکت سیکو را تأسیس کرد.